# ريناتا هرنانديز
ريناتا هرنانديز (بالإسبانية: Renata Hernández) هي راكبة الكنو مكسيكية، ولدت في 2 نوفمبر 1974.

## وصلات خارجية
- ريناتا هرنانديز على موقع اللجنة الأولمبية الدولية (الإنجليزية)
- ريناتا هرنانديز على موقع أوليمبيديا (الإنجليزية)